# Więźlec zmienny
Więźlec zmienny (Harpocera thoracica) – gatunek pluskwiaka z rodziny tasznikowatych i podrodziny Mirinae.
Ciało samca długości od 5,5 do 6,5 mm, a samicy od 6,4 do 7 mm. Barwa ciała brązowa, czasem pomarańczowo nabiegła lub prawie czarna. Czułki brązowe, u samców z wyrostkiem na drugim członie. Stopy i uda brązowe, golenie jasne, tylko na końcach przyciemnione. Larwy są rude z ciemnymi włoskami i mają pogrubione dwa nasadowe człony czułków.
Żerują na kwiatostanach dębów.
Gatunek rozprzestrzeniony w wielu krajach Europy (w tym Polsce) oraz Turcji, Azerbejdżanie i Armenii.